# ヴァナラ

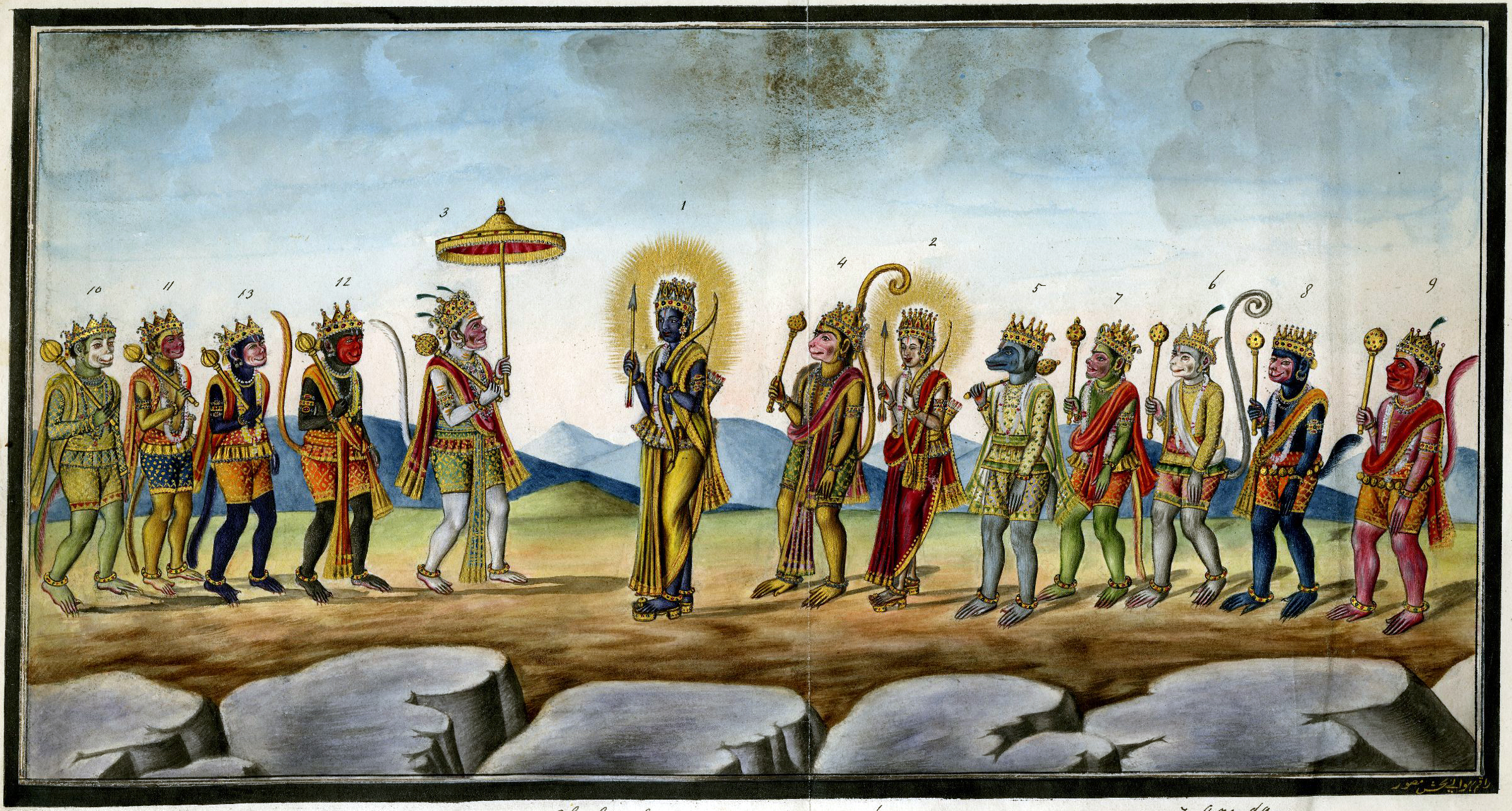
ラーマ王子と猿の首長

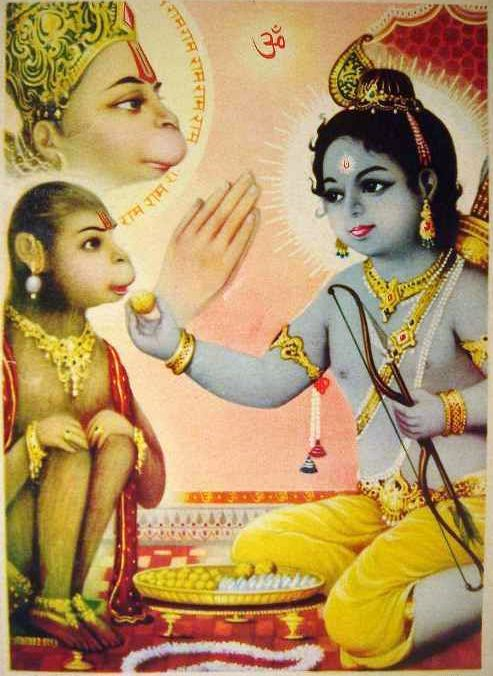
ラーマ王子とハヌマーン

ヴァナラ（梵語：वानर Vanara）は、インド神話に登場する猿（もしくは熊）のような姿の種族。「猿の毛皮や尾を持つ人間」を意味する。叙事詩『ラーマーヤナ』において勇敢で好奇心に満ちた性質で描かれる。
『ラーマーヤナ』によれば、ヴァナラ族は主に今の南インドに当たるキシュキンダーに生息していた。ラーマ王子がさらわれた妻シーターを探している途中で彼らと出会う。ヴァナラたちは協力してシーターの捜索に加わり、シーターをさらったラーヴァナとの戦いにも加勢した。
叙事詩で解説されているヴァナラ族の特徴は愉快で、子供っぽく、適度に腹立たしく欲しがりで、とても活発で冒険好き、無愛想に正直、忠実で勇敢にして親切である。人間の平均より少なくとも30cmは背が低く、体は薄い毛皮に覆われる。体毛は大抵茶色である。
ヴェーダの学問に精通している者も多く、変身の術で人間の姿をとることができる。
よく知られるヴァナラ族にラーマの忠実なる支援者であるハヌマーンがおり、彼以外にもスグリーヴァ、ヴァーリン、アンガダなどが知られる。これら主要なヴァナラはヴィシュヌ神の転生が決まったとき、転生したヴィシュヌ=ラーマ王子を補佐する目的で神々が生み出したとされる。その中でも特にハヌマーンの誕生が特筆されている。

## 主なヴァナラ
- ハヌマーン - 風神ヴァーユの子。
- スグリーヴァ - 太陽神スーリヤの子。猿王。
- ヴァーリン - 雷霆神インドラの子。猿王。
- ガンダマーダナ - 財宝の神クベーラの子。ガンダマダンとも。
- ナラ - 工匠神ヴィシュヴァカルマンの子。ランカー島に橋をかけた。
- ニーラ - 火神アグニの子。
- マインダ、ドゥヴィヴィダ - 医術の神アシュヴィン双神の子。マインドラ、ディヴィクとも。
- スシェーナ - 水神ヴァルナの子。
- シャラバ - 雨神パルジャニャの子。
- アンガダ - 猿王ヴァーリンの子。
- ターラー - 猿王ヴァーリンの妃、アンガダの母。
- ルーマー - 猿王スグリーヴァの妃。
- ジャーンバヴァット - 熊の老王。